# Unione Sportiva Piombino 1955-1956
Questa voce raccoglie le informazioni riguardanti l'Unione Sportiva Piombino  nelle competizioni ufficiali della stagione 1955-1956.

## Rosa
| N. |                   | Ruolo | Calciatore          |
| -- | ----------------- | ----- | ------------------- |
|    | Italia (bandiera) | P     | Aldo Barocelli      |
|    | Italia (bandiera) | A     | Rolando Battistini  |
|    | Italia (bandiera) | C     | Gianfranco Bellucci |
|    | Italia (bandiera) | A     | Giovanni Biancotti  |
|    | Italia (bandiera) | D     | Irio Bocchigli      |
|    | Italia (bandiera) | A     | Giuliano Cioni      |
|    | Italia (bandiera) | A     | Gino Ieri           |
|    | Italia (bandiera) | D     | Sergio Impinna      |
|    | Italia (bandiera) | C     | Evo Lorenzelli      |
|    | Italia (bandiera) | A     | Carlo Martini       |

| N. |                   | Ruolo | Calciatore         |
| -- | ----------------- | ----- | ------------------ |
|    | Italia (bandiera) | A     | Marcello Panattoni |
|    | Italia (bandiera) | P     | Sergio Picchi      |
|    | Italia (bandiera) | A     | Alfredo Pierozzi   |
|    | Italia (bandiera) | C     | Scaligieri         |
|    | Italia (bandiera) | C     | Edo Semplici       |
|    | Italia (bandiera) | A     | Edo Tabani         |
|    | Italia (bandiera) | D     | Amulio Tafi        |
|    | Italia (bandiera) | P     | Irio Valdrighi     |
|    | Italia (bandiera) | D     | Renzo Villani      |